# Підводні човни проєкту 705, 705К «Ліра»
| Підводні човни проєкту 705, 705К «Ліра» | Підводні човни проєкту 705, 705К «Ліра»               | Підводні човни проєкту 705, 705К «Ліра»               |
| --------------------------------------- | ----------------------------------------------------- | ----------------------------------------------------- |
|                                         |                                                       |                                                       |
|                                         |                                                       |                                                       |
|                                         |                                                       |                                                       |
| Під прапором                            | СРСР                                                  | СРСР                                                  |
| Спуск на воду                           | 1971-1981 рр (7 човнів)                               | 1971-1981 рр (7 човнів)                               |
| Виведений зі складу флоту               | 1974—1996 рр                                          | 1974—1996 рр                                          |
| Проєкт                                  |                                                       |                                                       |
| Тип ПЧ                                  | Підводний човен атомний торпедний                     | Підводний човен атомний торпедний                     |
| Розробник проєкту                       | СКБ-143                                               | СКБ-143                                               |
| Головний конструктор                    | Русанов М. Г., Ромін В. В.                            | Русанов М. Г., Ромін В. В.                            |
| Класифікація НАТО                       | Alfa                                                  | Alfa                                                  |
| Основні характеристики                  |                                                       |                                                       |
| Швидкість (надводна)                    | 14 вузлів (27 км/год)                                 | 14 вузлів (27 км/год)                                 |
| Швидкість (підводна)                    | 41 вузлів (80 км/год)                                 | 41 вузлів (80 км/год)                                 |
| Робоча глибина занурення                | 320 м                                                 | 320 м                                                 |
| Гранична глибина занурення              | 450 м                                                 | 450 м                                                 |
| Автономність плавання                   | 50 діб                                                | 50 діб                                                |
| Екіпаж                                  | 32 осіб                                               | 32 осіб                                               |
| Розміри                                 |                                                       |                                                       |
| Довжина найбільша (по КВЛ)              | 81,4 м                                                | 81,4 м                                                |
| Ширина корпусу найб.                    | 10 м (по легкому корпусу), 13,5 м (по стабілізаторах) | 10 м (по легкому корпусу), 13,5 м (по стабілізаторах) |
| Середня осадка (по КВЛ)                 | 7,6 м                                                 | 7,6 м                                                 |
| Водотоннажність надводна                | 2280 т                                                | 2280 т                                                |
| Озброєння                               |                                                       |                                                       |
| Торпедно- мінне озброєння               | Носов: 6 ТА калібру 533-мм (20 торпед)                | Носов: 6 ТА калібру 533-мм (20 торпед)                |

Підводні човни проєкту 705, 705К «Ліра» — серія радянських атомних підводних човнів (ПЧАТ). Побудовано і передано флоту 7 човнів цього проєкту. Вирізнялася великою швидкістю і хорошою маневреністю. Призначалися для боротьби з підводними човнами.

## Корпус
Корпус з титанового сплаву[джерело?].

### Енергетичне обладнання
Був встановлений єдиний у світі серійний реактор з рідинно-металічним теплоносієм. Ці човни поступалися по швидкості тільки єдиному човну К-222 проєкту Анчар, котрий досягав швидкості 44,7 вузлів (85 км/год). Для набирання максимальної швидкості човну потрібна була тільки 1 хв, для повного розвороту тільки 42 сек. Швидкість їй дозволяла навіть втікати від багатьох протичовнових торпед.

## Радіоелектронне і гідроакустичне обладнання
На човнах була встановлена найсучасніша на ті часи бойова інформаційно-управлінська система «Акорд», котра давала можливість зосереджувати усе управління човном на центральному посту, забезпечувала вирішення завдань застосування озброєння, збору і обробітку тактичної інформації, бойового маневрування, відображення зовнішньої ситуації, управління кораблем, автоматичного й дистанційного управління технічними засобами і рухом.

## Інциденти
За більш як 20 років служби в боротьбі за живучість човнів не загинула жодна людина і жоден човен не був втраченим. За час експлуатації на двох човнах відбулися серйозні аварії на реакторах, через затвердіння теплоносія першого контуру.

## Сучасний статус і перспективи
Усі човни проєкту виведені з експлуатації.

## Оцінка проєкту
Виявилося, що на високих показниках швидкості і маневреності усі переваги човнів проєкту і закінчувалися. Надійність механізмів виявилася нижче усякої критики. Механізми постійно виходили з ладу, а їх ремонт був дуже ускладненим, як браком запчастин, так і важкістю доступу до агрегатів і приладів. Мала чисельність екіпажу, одна з переваг проєкту, призвела до того, що обслуговувати човен в морі такою малою кількістю людей виявилося неможливим. До того і комплексна автоматизація проєкту взагалі не передбачала управління системами при аварійних ситуаціях.
Унікальність реакторів призвела до того, що технічне обслуговування човни могли отримати тільки у трьох базах флоту. До того рідинно-металічний теплоносій потребував постійного підтримування температури (аби не затверднути), а надійне підтримування температури з допомогою берегових засобів не вдавалося, тому це завдання вирішувалося за рахунок самого реактора, що призводило до надмірного виробітку самого реактора.
Особовий склад ставився до своїх ненадійних кораблів негативно, тим більше що умови перебування на «Лірах» також не найкращі.
В результаті флот отримав серію дуже дорогі в експлуатації і дуже ненадійні човни, чиї переваги легко заперечувалися багатьма недоліками. Тому в море ці човни виходили дуже рідко в море і їх активна експлуатація виявилася дуже нетривалою.

## Представники
| Назва | Заводський номер         | Закладений        | Спущений на воду | Прийнятий флотом | Виведений з флоту |
| ----- | ------------------------ | ----------------- | ---------------- | ---------------- | ----------------- |
| К-64  | Судомех № 196, Ленінград | 2 червня 1968     | 22 квітня 1969   | 31 грудня 1971   | 19 серпня 1974    |
| К-316 | Судомех № 196, Ленінград | 26 квітня 1969    | 25 липня 1974    | 30 вересня 1978  | 19 квітня 1990    |
| к-373 | Судомех № 196, Ленінград | 26 червня 1972    | 19 квітня 1978   | 29 грудня 1979   | 19 квітня 1990    |
| К-463 | Судомех № 196, Ленінград | 26 червня 1975    | 30 березня 1981  | 30 грудня 1981   | 19 квітня 1990    |
| К123  | Сєвмаш, Сєверодвінськ    | 22 грудня 1967    | 4 квітня 1976    | 12 грудня 1977   | 31 липня 1996     |
| К-432 | Сєвмаш, Сєверодвінськ    | 12 листопада 1967 | 3 листопада 1977 | 31 грудня 1978   | 19 квітня 1990    |
| К-493 | Сєвмаш, Сєверодвінськ    | 21 січня 1972     | 21 вересня 1980  | 30 вересня 1981  | 1990              |